# Josh Garrels

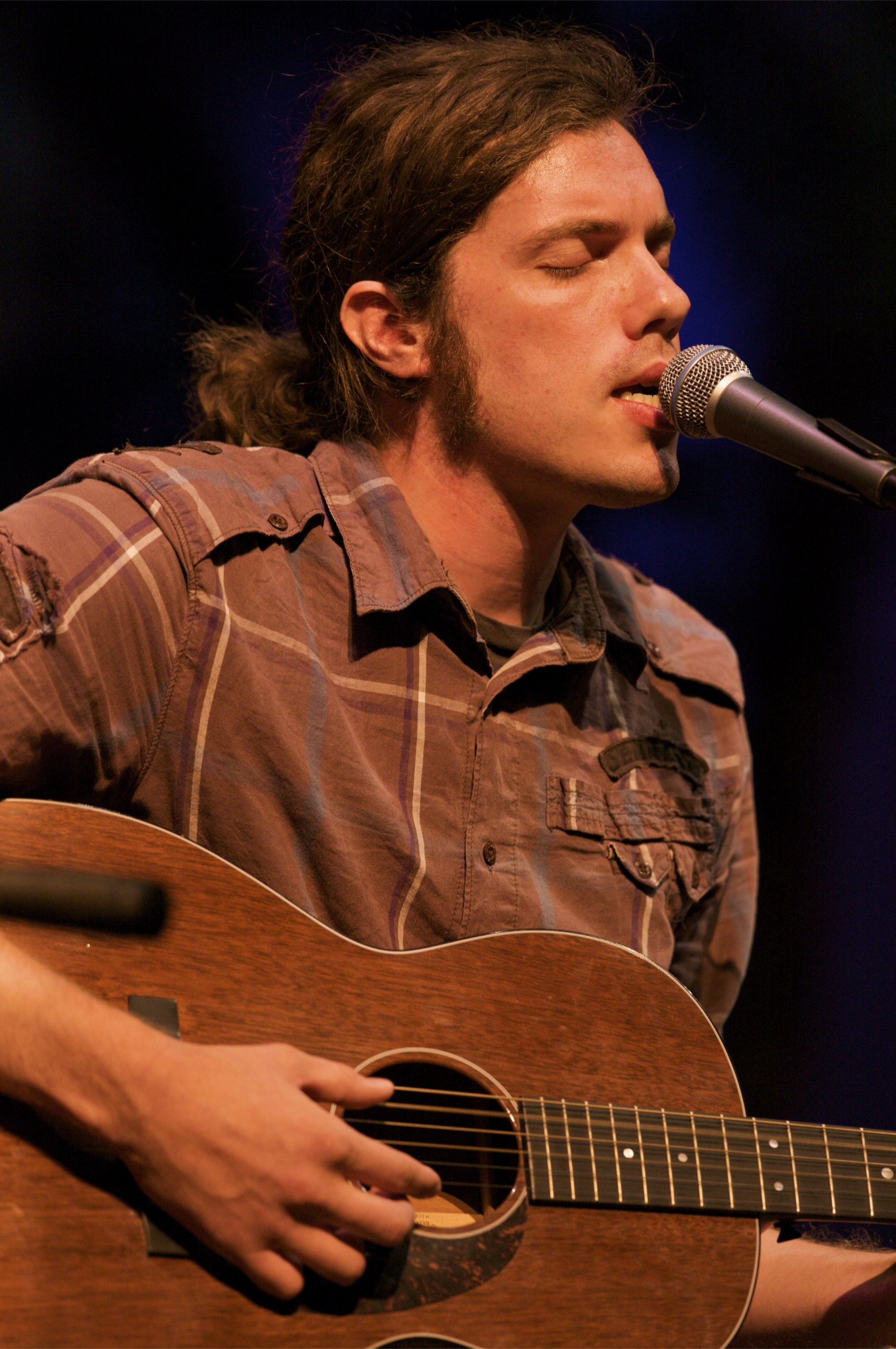
Josh Garrels (2009)

Josh Garrels is een Amerikaanse singer-songwriter.

## Biografie
Josh Garrels is een Amerikaanse singer-songwriter, hip-hop-producer en folk-componist uit South Bend, Indiana. Zijn muziek combineert traditionele folk muziek met andere muzikale elementen zoals hiphop en gospel. Josh Garrels woont momenteel in Portland met zijn vrouw en drie kinderen. De teksten die Josh Garrels gebruikt zijn meestal altijd gerelateerd aan het christendom. Hij inspireert mensen met zijn muziek en tekst.

## Liefdadigheid
Van 14 maart 2013 tot 28 maart 2013 wist Josh Garrels $ 71.566 op te halen voor het goede doel door zijn album gratis aan te bieden op de website Noisetrade.com. Het album werd in totaal 161.245 keer gedownload. Het geld dat Josh Garrels hierdoor verkreeg kwam allemaal van donaties. Het geld ging naar de organisatie World Relief om te helpen aan de wederopbouw van Congo. Het komt vaker voor dat Josh Garrels zijn muziek gratis aanbiedt op Noisetrade.com. Met zijn allernieuwste album deed hij dit ook al. Ook werd het album op iTunes te koop gezet.

## Discografie

### Studioalbums
- Stone Tree (2002)
- Underquiet (2003)
- Over Oceans (2006)
- Jacaranda (2008)
- Lost Animals (2009)
- Love & War & The Sea in Between (2011)
- Love & War: B-Sides & Remixes (2012)
- The Sea in Between (dvd-soundtrack, 2013)
- Home (2015)
- The Light Came Down (2016)